# Чабья Чурчи
Чабья Чурчи — деревня в Сабинском районе Татарстана. Входит в состав Большеныртинского сельского поселения.

## География
Находится в северо-западной части Татарстана на расстоянии приблизительно 16 км на восток-юго-восток по прямой от районного центра поселка Богатые Сабы у речки Мёша.

## История
Основана в XVII веке, упоминалась также как Чабья, Чилючи, Чирич-Аул. В начале XX века работали земская и церковно-приходская школы.
В «Списке населенных мест по сведениям 1859 года», изданном в 1866 году, населённый пункт упомянут как казённая деревня Чабья-Чурича 1-го стана Мамадышского уезда Казанской губернии. Располагалась при реке Мёше, на Казанской просёлочной дороге, в 60 верстах от уездного города Мамадыша и в 35 верстах от становой квартиры во владельческом селе Кукморе (Таишевский Завод). В деревне, в 36 дворах жили 255 человек (124 мужчины и 131 женщина), была мечеть.

## Население
Постоянных жителей было: в 1782 году — 42 души мужского пола, в 1859—201, в 1897—426, в 1908—431, в 1920—400, в 1926—401, в 1938—346, в 1949—304, в 1958—246, в 1970—180, в 1979—192, в 1989 — 81, 92 в 2002 году (татары 96 %), 79 в 2010.